# Children's International Summer Villages
Il CISV International, precedentemente Children's International Summer Villages (C.I.S.V.), è un'organizzazione internazionale aconfessionale ed apolitica, affiliata all'UNESCO, che promuove l'educazione alla pace e l'amicizia interculturale. Il CISV offre una gamma di attività di gruppo che sviluppano comprensione reciproca ed integrazione fra i bambini e fra i giovani dei diversi angoli del mondo.
Incoraggiando non l'annullamento, ma il rispetto delle differenze culturali e lo sviluppo della coscienza di sé, il CISV si propone di mettere ogni partecipante nelle condizioni di incorporare questi valori nella propria vita in modo da diventare cittadini globali e da impegnarsi per un mondo più pacifico.

## Storia
Il CISV venne fondato nel 1951 da Doris Twitchell Allen. Da allora si è espanso in circa 70 paesi, con oltre 200 000 delegati che hanno partecipato a migliaia di attività internazionali.
Secondo l'organizzazione del CISV, dall'insegnamento di Doris Allen e dei suoi seguaci i bambini e i ragazzi possono incominciare ad imparare gli ideali di un'educazione pacifica. I programmi sono sviluppati per offrire ai giovani l'opportunità di incontrare loro coetanei di altri paesi, vivere con loro per un determinato periodo di tempo ed instaurare così amicizie interculturali. I ragazzini così scoprono che molti dei pregiudizi, degli stereotipi che tutti abbiamo riguardo alle popolazioni di altri Paesi, sono in realtà dovute all'ignoranza e al non approfondimento delle culture altrui. L'educazione alla pace dovrebbe fornire a tutti le conoscenze, gli strumenti e gli atteggiamenti di cui abbiamo bisogno per diventare agenti di cambiamento, sia a livello locale che a livello globale. In altre parole, per diventare Cittadini Globali Attivi.
Localmente, i programmi danno la possibilità di imparare le culture nelle proprie comunità ed esplorare temi importanti relativi alla pace e all'apprendimento.
In particolare, quest'associazione si occupa di quattro aree educative: diritti umani, diversità culturale, risoluzione di conflitti e sviluppo sostenibile. A ciascuno di questi argomenti è associato un principio educativo. In generale è applicato il principio del "learning by doing", ossia dell'imparare facendo, da esperienze dirette più che da libri.

## Programmi
Le principali attività internazionali, Programmi, del CISV sono:
- il Villaggio (Village), prima attività a nascere, nel 1951 a Cincinnati, nell'Ohio. È rivolta a ragazzini di 11 anni, sufficientemente grandi per poter stare 4 settimane (durata del campo) lontani da casa, ma non sufficientemente grandi da essere influenzati eccessivamente dai pregiudizi del proprio contesto sociale. È un campo di 28 giorni a cui partecipano 12 Paesi diversi, rappresentati da delegazioni di 4 bambini (2 maschi, 2 femmine) e da un leader di almeno 21 anni, cui i ragazzini sono affidati. Il campo viene gestito dallo staff della nazione ospitante assieme ai leader delle 12 nazioni e a 6 ragazzi di 16-17 anni (Junior Counselors) di diverse nazionalità, con l'aiuto della sezione CISV locale.
- l'Interchange, nel quale i concetti e gli obiettivi del CISV vengono approfonditi nel confronto con un'unica altra cultura. Si vuole così sensibilizzare i ragazzi, ma anche le loro stesse famiglie, al tema della diversità. Si tratta di uno scambio con un altro Paese: ogni ragazzo vive individualmente, per un determinato periodo, nella famiglia di un coetaneo straniero. Famiglie di entrambi i paesi si mettono in contatto per conoscersi, scambiando degli elementi delle proprie culture attraverso il racconto, foto, cibo. Vi sono attività di gruppo(lo stesso scambio è vissuto da una delegazione di minimo 4 partecipanti e un leader) e momenti in famiglia. È rivolta a ragazzi dai 12 ai 14 anni.
- Lo Step Up ( Fonti: IJBC 2012) : in questo campo, rivolto a partecipanti di un'età specifica che può essere di 13, 14 o 15 anni, si propone di far affrontare in maniera più matura le differenze culturali già sperimentate nel Village, favorendo allo stesso tempo lo sviluppo di abilità di Leadership e di lavoro di gruppo. È un'attività della durata di 23 giorni, incentrata su un determinato tema, sul quale saranno basate tutte le attività, i giochi e le discussioni. I ragazzi, 4 per ogni nazione per un totale di 9 delegazioni, inventeranno, svolgeranno e analizzeranno autonomamente queste attività nel corso della loro permanenza al campo, affrontando sempre più in profondità gli argomenti su cui lavorano. I leader, uno per delegazione, dovranno cimentarsi nel ruolo più difficile di "facilitator": non ci si aspetta da loro che forniscano attività create da loro, come nel Village, ma l'appoggio ai ragazzi, attraverso suggerimenti e knowhow, perché possano arrivare a creare loro stessi attività originali. Qui molte delle regole interne del campo saranno decise dai ragazzi stessi, durante i cosiddetti Camp Meeting.
- il Seminar Camp: qui i partecipanti, di 17-18 anni, non accompagnati da un leader, ma provenienti da molti Paesi diversi, vivono assieme per tre settimane, lavorando anche qui in particolare su un tema specifico scelto da loro, individuando e progettando in autonomia le attività per affrontare complessi argomenti di rilevanza internazionale. Si permette ai partecipanti di approfondire la conoscenza di se stessi e dell'interculturalità, di sviluppare capacità di leadership e un'attitudine positiva verso il prossimo.
- lo Youth Meeting nasce dalla ferma convinzione che lavorare seguendo e sviluppando un tema educativo ben preciso si possa dare, anche in un tempo più limitato (8 o 15 giorni), l'opportunità ai partecipanti di acquisire preziose abilità e conoscenze che li aiuteranno a diventare cittadini attivi. È un campo rivolto ai ragazzi dai 12 anni in su e a cui partecipano circa 35 tra partecipanti e staff (i ragazzi sotto i 16 anni viaggiano in delegazione accompagnati da un leader). Il tema è lo strumento principale attraverso il quale si sviluppa il campo: viene esplorato dai partecipanti fin da prima della partenza per poi essere approfondito durante tutto il campo confrontandone i diversi aspetti culturali e personali.
- l'International People's Project: è il grado maggiore di applicazione del principio del "Learning by doing". Nei progetti viene affrontato un argomento specifico, attraverso un lavoro pratico in una comunità locale nella quale il CISV si affianca ad un'altra organizzazione partner ed attraverso attività educative in cui i partecipanti internazionali esplorano come il tema sia affrontato nei diversi paesi e nelle diverse culture. Questo programma, della durata di 2 o 3 settimane, riunisce una ventina di partecipanti adulti (19+) di 7-8 Paesi diversi, che lavorano assieme ed esplorano il tema in un ambiente internazionale e stimolante, in cui i partecipanti hanno la piena leadership e responsabilità del progetto.

A queste si aggiungano numerose altre locali, nazionali e regionali quali:
- il Local Work
- il Mini-Camp di Sezione
- il Raduno Nazionale
- i Workshops
- il MOSAIC

Ancora degno di nota è il congresso mondiale del CISV:
- L'AIM (Annual International Meeting)

Alla partecipazione dei giovanissimi Delegati (11-18 anni) e a quella dei Leader (21+), degli Staff (21) e del Camp Director (25) bisogna aggiungere la guida del Consiglio di Sezione ed il sostegno di tutte le famiglie tesserate e di tutti i soci.

## CISV Italy
Il CISV Italy è un'associazione senza scopo di lucro, articolata sul territorio nazionale in 14 Sezioni (Bologna, Cortina, Ferrara, Forlì, Firenze, Genova, Gorizia, Milano, Modena, Padova, Reggio nell'Emilia, Roma, Trento e Torino) con l'ambizione di formare bambini, giovani e adulti affinché divengano cittadini attivi in grado di affrontare con maggiore consapevolezza le questioni sociali.

## Galleria d'immagini

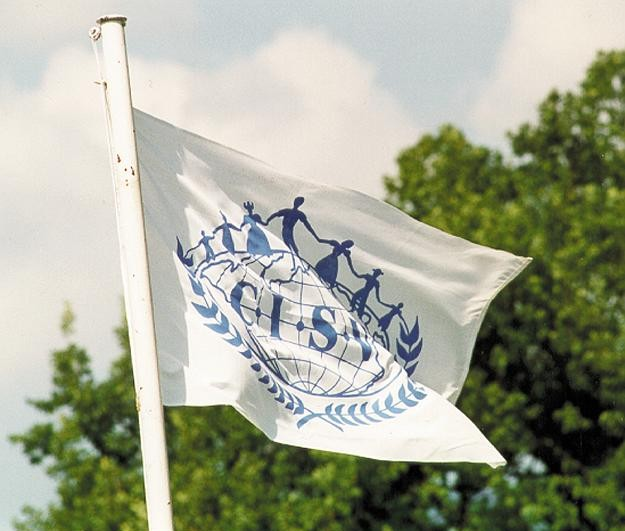
CISV Flag
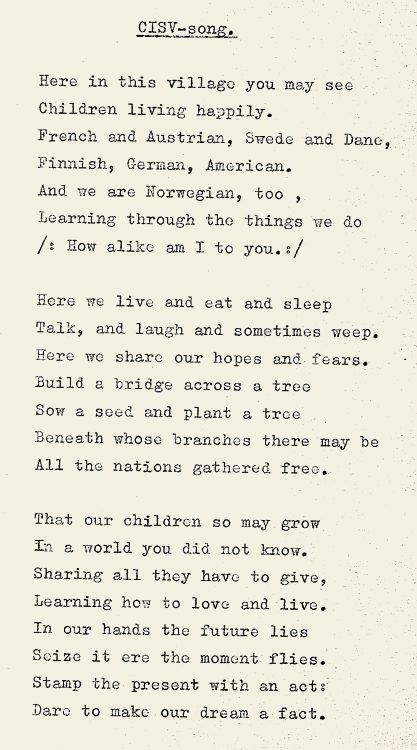
CISV Song
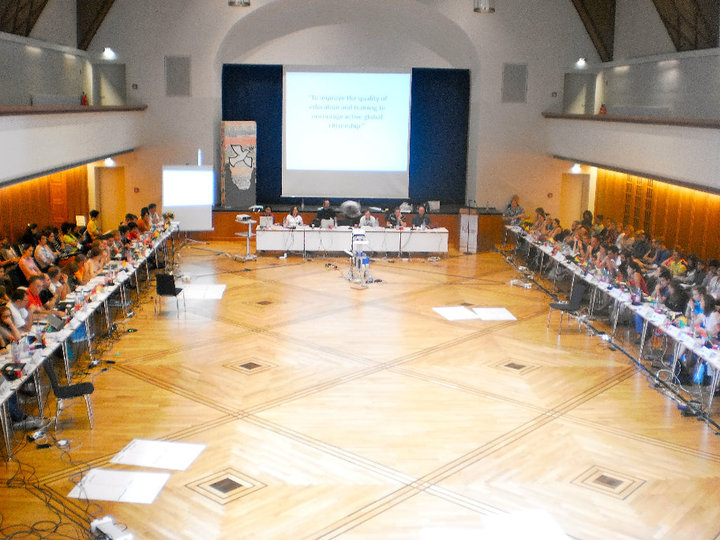
Board of Trustees in session AIM 2010
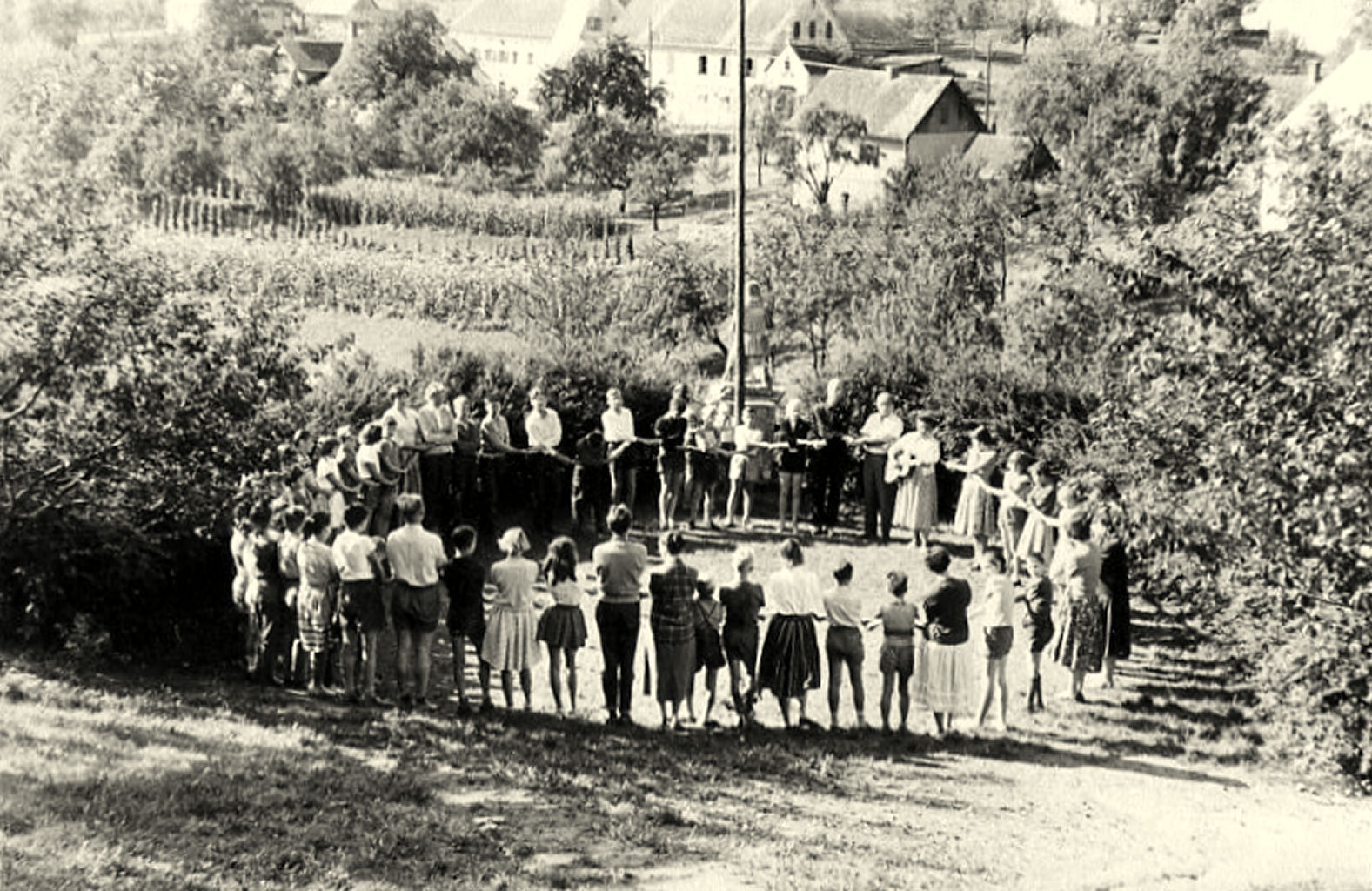
CISV Austria 1958
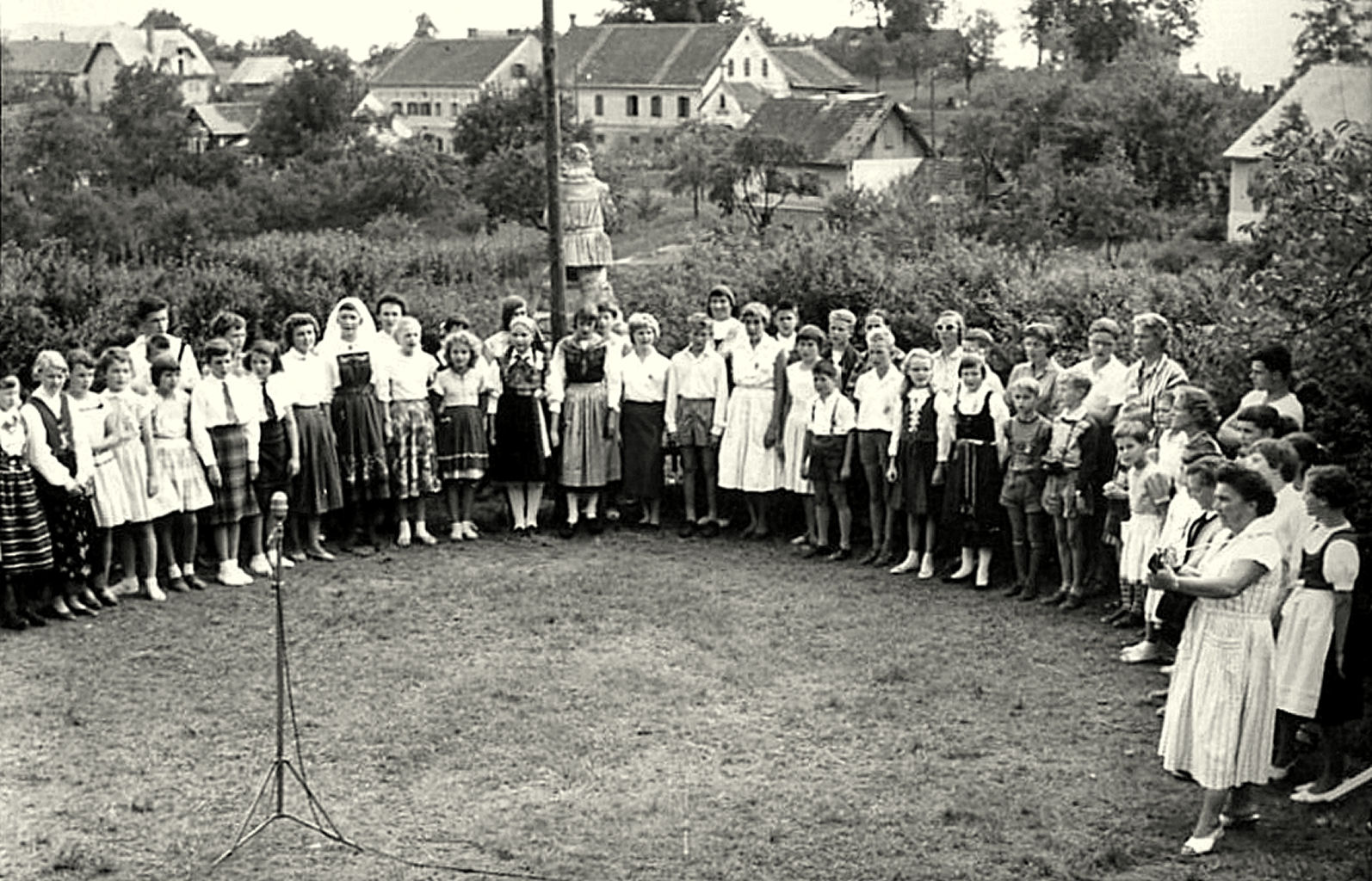
CISV Austria 1958
Junior Branch